# Делоне, Анри
Анри́ Делоне́ (фр. Henri Delaunay; 15 июня 1883 — 9 ноября 1955) — французский футбольный функционер. Генеральный секретарь Федерации футбола Франции с момента её основания и до 1955 года. Первый генеральный секретарь УЕФА.

## Биография
Анри Делоне родился 15 июня 1883 года. В 1908 году возглавил Французский межсоюзный комитет спорта (фр. Comité français interfédéral (CFI). После преобразования этой организации в 1919 году Анри Делоне стал генеральным секретарем Федерации Футбола Франции и занимал данную должность на протяжении 36 лет, одновременно на протяжении многих лет являясь членом исполкома ФИФА.
5 февраля 1927 года на проходившем в Париже совещании ФИФА Анри Делоне впервые поднял вопрос о проведении чемпионата Европы по футболу. Однако 28 мая 1928 года на конгрессе ФИФА в Амстердаме было решено проводить чемпионаты мира, первый из которых и состоялся через 2 года в Уругвае. Идея же Делоне была реализована лишь 30 лет спустя, когда начался розыгрыш первого чемпионата Европы.
С 1952 года Анри Делоне совместно с итальянским и бельгийским футбольными функционерами Отторино Барасси и Жозе Краем вёл работу по созданию европейской футбольной ассоциации. В итоге 15 июня 1954 года такая организация (УЕФА) была создана. Делоне стал её первым генеральным секретарём и оставался им до своей смерти 9 ноября 1955 года. Преемником Анри Делоне на этом посту стал его сын Пьер.

## Память
Имя Анри Делоне носит трофей, вручаемый победителям чемпионата Европы по футболу.